# Malcolm, 4. Earl of Lennox
Malcolm, 4. Earl of Lennox (schottisch-gälisch Maol Choluim I., Earl of Lennox, † um 1303), war ein schottischer Magnat.
Er war vermutlich noch minderjährig, als er von seinem Großvater Maldouen (schottisch-gälisch Maol Domhnaich), der zuletzt am 12. März 1251 urkundlich belegt ist, das Mormaerdom (Earldom) of Lennox erbte. Sein Vater Malcolm war zu diesem Zeitpunkt bereits gestorben. Während der Herrschaft von König Alexander III. wird er kaum erwähnt. Er trat erstmals um 1270 urkundlich in Erscheinung, als er einer Gerichtsverhandlung vorsaß. Er nahm am Parlament von 1284 teil, das den Anspruch von Prinzessin Margarete auf den schottischen Thron bestätigte. 1290 stimmte er dem Vertrag von Birgham zu, nach der die Prinzessin mit dem englischen Prinzen Eduard verheiratet werden sollte. Malcolm verzichtete auf das Amt des Sheriffs von Dumbarton, das in der Folge von anderen Magnaten besetzt wurde. Allerdings konnten die Earls of Lennox die Tätigkeit der Sheriffs überwachen.
Ab 1292 war er ein früher Unterstützer der Familie Bruce und kämpfte an der Seite des Andrew de Moray und des William Wallace. Er heiratete eine Frau namens Marjorie, mit der er seinen Nachfolger Malcolm († 1333) zeugte.
Er starb vermutlich um 1303.